# Quest 64
Quest 64 (Holy Magic Century a Europa, Austràlia i Nova Zelanda, Eltale Monsters (エルテイル モンスターズ, Eruteiru Monsutāzu) al Japó) és un RPG d'acció controlant un únic personatge desenvolupat per Imagineer i distribuït per THQ. Va ser llançat per la Nintendo 64 el 1998 i va ser el primer RPG llançat per la consola als Estats Units i Europa. El llançament va ser bastant ignorat a causa principalment pel llançament proper de The Legend of Zelda: Ocarina of Time. La història del joc ocorre en un món de fantasia on el personatge controlat pel jugador és un aprenent de mag anomenat Ayron (Brian en la versió americana). Ayron es posa a buscar al seu pare, Lord Bartholomy, qui va deixar el monestir de la màgia per buscar al lladre que va robar el "Eletale Book" (el llibre d'Eletale), el qual conté poders increïbles però no es tenen notícies d'ell i la seva filla es posa en la seva recerca. El jugador ha de recol·lectar els amulets elementals, els quals han estat robats per perillosos lladres, necessaris per derrotar el cap final del joc.

## Jugabilitat
El joc és un RPG de tall clàssic a través dels mapes per una càmera controlada pel joc. Els combats són per torns. És a dir, cada personatge involucrat en el combat té la possibilitat de desplaçar-se (sempre dins del límit de la maia pròpia de cada personatge que simbolitza el màxim desplaçament en un torn de cada personatge) i fer un moviment d'atac, que bé pot ser un atac directe amb la vara o un conjur. Hi ha la possibilitat de sortir del combat si se surt de la maia exterior que envolta al combat però la possibilitat de caure en un combat aleatori és major després de cada fugida. El sistema d'experiència del joc no es basa sobre un tradicional model de pujar d'un nivell a un altre. El personatge guanya experiència en un dels quatre elements que són terra, aire, foc i aigua. Segons augmenta l'experiència en algun d'aquestes àrees, el poder i nivell dels conjurs en aquesta àrea creix. A més, el joc no té un sistema monetari pel que cada ítem del joc no es pot comprar sinó que s'ha de trobar el cofre amb l'objecte o ser donat per personatges del joc gratuïtament. Quan el jugador es queda sense vida, el joc li retorna a l'última posada en la qual hagi estat. Apareixerà amb 1 de vida, però pot restaurar tota la seva vida dins de la posada. A més, podrà mantenir tots els ítems, conjurs i experiència que hagi obtingut.

## Argument
El personatge jugable és un aprenent mag anomenat Brian. Brian surt a buscar al seu pare que ha abandonat el monestir de la ciutat dels mags—el jugador aprèn més tard que el seu pare està buscant sobre un lladre que havia robat el "llibre Eletale". El jugador també ha de recollir amulets elementals, que han estat acumulats per criminals poderosos i són integrants de la derrota del cap final del joc.
La història del joc se situa a Celtland, un món medieval fantàstic que s'assembla a Irlanda.

## Rebuda
La crítica li va agradar el colorit món i la seva oberta exploració però el joc pecava de ser un RPG molt directe pel que la història tenia poques sorpreses sobre els personatges i no gaudeix de cap FMV ni escena generada pel motor per explicar la història. A més, el joc és bastant simple i fàcil; generalment recomanat per iniciats dels RPG. El joc sofreix de bastants problemes comuns de Konami de jocs llançats per a la N64. Els gràfics 3D estan per sota de la mitjana. La música és MIDI, encara quan la música generada per la N64 té qualitat de CD. La manera de desar en el joc no és la millor. L'única manera de salvar un progrés és parlant amb l'amo de la posada d'un poble. Això pot ser bastant molest si estàs a la meitat d'un bosc i necessites parar de jugar.